# Первомайский район (Томская область)
Первома́йский райо́н — административно-территориальная единица (район) и муниципальное образование (муниципальный район) на востоке Томской области России.
Административный центр — село Первомайское.

## География
На востоке район граничит с Тегульдетским, на юге — с Асиновским и Зырянским, на западе — с Асиновским и Молчановским, на севере — с Верхнекетским районами области.
Площадь территории — 15,5 тыс. км². 83,5 % территории занимают леса и болота.
Главная река района: Чулым.

## История
В 1924 году в Томском уезде Томской губернии был образован Зачулымский район с центром в селе Пышкино-Троицкое. В 1925 году район был отнесён к Томскому округу Сибирского края. В 1930 году этот район был упразднён, а его земли присоединены к Ново-Кусковскому району, в 1933 году переименованному в Асиновский.
В 1937 году была образована Новосибирская область, и эти земли оказались в её составе. 22 июня 1939 года они были выделены из Асиновского района, образовав отдельный Пышкино-Троицкий район. 13 августа 1944 года Пышкино-Троицкий район отошёл к новообразованной Томской области.
Во время проходившей в 1960-х годах реформы административного деления СССР Пышно-Троицкий район 8 февраля 1963 года был упразднён, а его земли вновь отошли к Асиновскому району. В январе 1965 года они были вновь выделены в отдельный район, получивший название Первомайского.

## Население
| 1970    | 1979    | 1989    | 2002    | 2007    | 2008    | 2009    | 2010    |
| ------- | ------- | ------- | ------- | ------- | ------- | ------- | ------- |
| 26 103  | ↘23 162 | ↗23 350 | ↘21 260 | ↘20 500 | ↘20 300 | ↘20 040 | ↘18 947 |
| 2011    | 2012    | 2013    | 2014    | 2015    | 2016    | 2017    | 2018    |
| ↘18 907 | ↘18 571 | ↘18 228 | ↘17 960 | ↘17 545 | ↘17 196 | ↘16 972 | ↘16 764 |
| 2019    | 2020    | 2021    |         |         |         |         |         |
| ↘16 476 | ↘16 434 | ↗17 050 |         |         |         |         |         |

Численность населения района составляет 1.64 % от населения области.

## Муниципально-территориальное устройство
В муниципальный район входят 6 муниципальных образований со статусом сельских поселений.
| № | Муниципальное образование         | Административный центр | Количество населённых пунктов | Население (чел.) | Площадь (км²) |
| - | --------------------------------- | ---------------------- | ----------------------------- | ---------------- | ------------- |
| 1 | Комсомольское сельское поселение  | село Комсомольск       | 5                             | ↘1745            |               |
| 2 | Куяновское сельское поселение     | село Куяново           | 8                             | ↗1296            |               |
| 3 | Новомариинское сельское поселение | село Новомариинка      | 5                             | ↗1228            |               |
| 4 | Первомайское сельское поселение   | село Первомайское      | 10                            | ↗9097            |               |
| 5 | Сергеевское сельское поселение    | село Сергеево          | 11                            | ↘1833            |               |
| 6 | Улу-Юльское сельское поселение    | посёлок Улу-Юл         | 5                             | ↘1851            |               |

### Населённые пункты
В Первомайском районе 44 населённых пункта.
| №  | Населённый пункт | Тип     | Население | Муниципальное образование         |
| -- | ---------------- | ------- | --------- | --------------------------------- |
| 1  | Альмяково        | село    | ↘215      | Улу-Юльское сельское поселение    |
| 2  | Апсагачево       | село    | ↘117      | Улу-Юльское сельское поселение    |
| 3  | Аргат-Юл         | посёлок | ↘237      | Улу-Юльское сельское поселение    |
| 4  | Балагачево       | деревня | ↘51       | Комсомольское сельское поселение  |
| 5  | Балагачево       | станция | ↘38       | Комсомольское сельское поселение  |
| 6  | Беляй            | посёлок | ↗1113     | Первомайское сельское поселение   |
| 7  | Березовка        | деревня | ↘359      | Куяновское сельское поселение     |
| 8  | Борисова Гора    | посёлок | ↗93       | Первомайское сельское поселение   |
| 9  | Верх-Куендат     | деревня | ↗49       | Новомариинское сельское поселение |
| 10 | Вознесенка       | деревня | ↘133      | Сергеевское сельское поселение    |
| 11 | Городок          | село    | ↗42       | Куяновское сельское поселение     |
| 12 | Ежи              | село    | ↘352      | Сергеевское сельское поселение    |
| 13 | Заречный         | посёлок | ↘0        | Сергеевское сельское поселение    |
| 14 | Калиновка        | деревня | ↗23       | Новомариинское сельское поселение |
| 15 | Калмаки          | деревня | ↘199      | Куяновское сельское поселение     |
| 16 | Комсомольск      | село    | ↘1618     | Комсомольское сельское поселение  |
| 17 | Крутоложное      | деревня | ↗356      | Первомайское сельское поселение   |
| 18 | Куендат          | станция | ↘51       | Первомайское сельское поселение   |
| 19 | Кульдорск        | деревня | ↗2        | Куяновское сельское поселение     |
| 20 | Куяново          | село    | ↗392      | Куяновское сельское поселение     |
| 21 | Лиллиенгофка     | деревня | ↘7        | Куяновское сельское поселение     |
| 22 | Ломовицк-2       | деревня | ↘251      | Первомайское сельское поселение   |
| 23 | Майский          | посёлок | ↗118      | Первомайское сельское поселение   |
| 24 | Малиновка        | деревня | ↘121      | Куяновское сельское поселение     |
| 25 | Новомариинка     | село    | ↘187      | Новомариинское сельское поселение |
| 26 | Новый            | посёлок | ↗546      | Первомайское сельское поселение   |
| 27 | Орехово          | посёлок | ↘567      | Новомариинское сельское поселение |
| 28 | Первомайское     | село    | ↗6195     | Первомайское сельское поселение   |
| 29 | Петровск         | деревня | ↘28       | Сергеевское сельское поселение    |
| 30 | Рождественка     | деревня | ↘46       | Сергеевское сельское поселение    |
| 31 | Сахалинка        | деревня | ↘88       | Сергеевское сельское поселение    |
| 32 | Сахалинка        | станция | ↘54       | Сергеевское сельское поселение    |
| 33 | Сергеево         | село    | ↘727      | Сергеевское сельское поселение    |
| 34 | Совхозный        | посёлок | ↘2        | Улу-Юльское сельское поселение    |
| 35 | Тазырбак         | посёлок | ↘17       | Комсомольское сельское поселение  |
| 36 | Тиндерлинка      | деревня | ↗19       | Первомайское сельское поселение   |
| 37 | Торбеево         | деревня | ↗355      | Первомайское сельское поселение   |
| 38 | Туендат          | деревня | ↘402      | Новомариинское сельское поселение |
| 39 | Узень            | посёлок | ↘116      | Сергеевское сельское поселение    |
| 40 | Уйданово         | деревня | ↘174      | Куяновское сельское поселение     |
| 41 | Улу-Юл           | посёлок | ↘1280     | Улу-Юльское сельское поселение    |
| 42 | Успенка          | деревня | ↘234      | Сергеевское сельское поселение    |
| 43 | Францево         | посёлок | ↘21       | Комсомольское сельское поселение  |
| 44 | Царицынка        | деревня | ↘55       | Сергеевское сельское поселение    |

Упразднённые населённые пункты:
- 2004 год — поселок Линда Новомариинского сельского округа, поселок Усть-Юл Улу-Юльского сельского округа[20]

## Экономика
Основа экономики — лесная промышленность. Месторождения песка, мела, глин, минеральных красок.

## Культура
В 2018 году этнокультурный комплекс «Янов хутор», который находится в Первомайском районе, признан Минкультуры одним их лучших этнопарков России.